# Simeria
Simeria (en húngaro: Piski) es una ciudad de Rumania situada en el distrito de Hunedoara. Según el censo de 2021, tiene una población de 11 268 habitantes.

## Demografía
| 1948 | 1956 | 1966 | 1977   | 1992   | 2002   | 2021   |
| s/d  | 7706 | 9365 | 13 206 | 14 311 | 13 895 | 11 268 |